# Particule de Dirac
On appelle particule de Dirac toute particule de type fermion dont l'antiparticule est différente. C'est le cas de toute particule chargée (l'électron et le positron par exemple).
Elles sont nommées ainsi en raison de la mise en évidence par Paul Dirac en 1928 de l'existence du positron.

## Les particules de Majorana
D'autres particules de charge nulle (telles les neutrinos) seraient en revanche susceptibles d'être leur propre antiparticule : il s'agirait alors de particules dites de Majorana, dont l'existence n'a toujours pas été confirmée à mi-2016.